# Кейти Робърт
Кейти Робърт (на английски: Katee Robert) е плодовита американска писателка на произведения в жанра съвременен и паранормален любовен роман, романтичен трилър, романтично фентъзи и еротична литература.

## Биография и творчество
Кейти Робърт е родена в САЩ. От 12-годишна е запалена по романтичната литература и сама опитва да пише истории. След завършването на гимназията прекарва няколко години в пътуване, живеейки основно както във Филаделфия, така и в Германия. След раждането на второто си дете започва да пише, като след няколко опита в жанра на фентъзито и зомби хоръра се насочва към любовните романи.
Първият ѝ роман „Кралица на мечовете“ от поредицата „Освещаване“ е издаден през 2012 г. Следват още много романи в отделни поредици, в които основната тема са любовните и сексуални връзки между героите независимо от съвременния или паранормален сюжет на историята.
През 2021 г. е издаден романът ѝ „Неонови богове“, първият от бестселъровата поредица „Мрачен Олимп“. Историята е съвременен прочит на мита за Хадес и Персефона, и на борбата на древногръцките богове за надмощие, материализирана в съвременния свят. Вторият ѝ роман от поредицата, „Електриков идол“, е по историята за любовта на Ерос и Психея, а третият, „Нечестива красота“, е модерен преразказ на мита за Хубавата Елена, Ахил и Патрокъл.
Произведенията на писателката са издадени в над 2 милиона екземпляра по света.
Кейти Робърт живее със семейството си в Спокан.

## Произведения

### Самостоятелни романи
1. Hunter Of The Dead (2012)[1][2][4]
2. Meeting His Match (2014)
3. Court of the Vampire Queen (2022)

### Поредица „Освещаване“ (Sanctify)
1. Queen of Swords (2012)[1][3]
2. Queen of Wands (2013)
3. Queen of Pentacles (2015)

### Поредица „Отменена среща“ (Come Undone)
1. Wrong Bed, Right Guy (2012)[1][3]
2. Two Wrongs, One Right (2013)
3. Chasing Mrs. Right (2013)
4. Seducing Mr. Right (2014)

### Поредица „Без униформата“ (Out of Uniform)
1. In Bed with Mr. Wrong (2014)[1][3]
2. His to Keep (2014)
3. Falling For His Best Friend (2015)
4. His Lover to Protect (2015)
5. His to Take (2015)

### Поредица „О'Малисови“ (The O'Malleys)
от поредицата има 6 романа (2015 – 2018)

### Поредица „Безупречна любов“ (Foolproof Love)
от поредицата има 3 романа (2016)

### Поредица „Скрити грехове“ (Hidden Sins)
от поредицата има 3 романа (2017 – 2018)

### Поредица „Горещо в Холивуд“ (Hot in Hollywood)
от поредицата има 3 романа (2017)

### Поредица „Накарай ме“ (Make Me)
от поредицата има 3 романа (2018 – 2019)

### Поредица „Крале“ (Kings)
от поредицата има 2 романа (2018 – 2019)

### Поредица „Усукани сърца“ (Twisted Hearts)
от поредицата има 7 романа (2018 – 2019)

### Поредица „Нечестиви злодеи“ (Wicked Villains)
от поредицата има 6 романа (2019 – 2020)

### Поредица „Докосване на табу“ (Touch of Taboo)
от поредицата има 4 романа (2020 – 2021)

### Поредица „Долината на Сабин“ (Sabine Valley)
от поредицата има 2 романа (2020 – 2021)

### Поредица „Вампирска кръвна линия“ (Bloodline Vampires)
от поредицата има 2 романа (2020 – 2021)

### Поредица „Мрачен Олимп“ (Dark Olympus)
1. Neon Gods (2021)[1][3]
Неонови богове, изд.: „Уо“, София (2022), прев. Цветелина Лакова
2. Electric Idol (2022)
Електриков идол, изд.: „Уо“, София (2022), прев. Цветелина Лакова
3. Wicked Beauty (2022)
Нечестива красота, изд.: „Уо“, София (2023), прев. Мариана Христова
4. Radiant Sin (2023)
5. Cruel Seduction (2023)
6. Midnight Ruin (2024)
7. Dark Restraint (2024)

### Поредица „Сделка с демон“ (Deal With A Demon)
от поредицата има 4 романа (2022 – 2024)

### Поредица „Червени платна“ (Crimson Sails)
от поредицата има 2 романа (2023 – 2024)

### Участие в общи серии с други писатели
- Seducing the Bridesmaid (2014) в поредицата „Сватбено предизвикателство“ (Wedding Dare)[1][3]
- Mistaken by Fate (2014), Betting on Fate (2014) и Protecting Fate (2015) в поредицата „Залагане“ (Serve)
- Prom Queen (2017) в поредицата „Лошото момче се завръща“ (Bad Boy Homecoming)
- Kissing Kendall (2020) в поредицата „Подивяване“ (Gone Wild)
- The Demon's Bargain (2022) в поредицата „Специални вкусове“ (Peculiar Tastes)
- To Kidnap a Princess (2023) в поредицата „Опасни приливи“ (Dangerous Tides)

### Новели
- A Very Krampus Holiday (2022)[1]

### Сборници
- Triple Dare (2018) – с Кара Локууд и Ан Марш[1][3]
- Meet Me Under the Mistletoe (2021) – с други
- Nightingale (2022) – с други
- Pride Not Prejudice (2023) – с други